# 西経112度線
西経112度線（せいけい112どせん）は、本初子午線面から西へ112度の角度を成す経線である。北極点から北極海、北アメリカ、太平洋、南極海、南極大陸を通過して南極点までを結ぶ。
西経112度線は、東経68度線と共に大円を形成する。

## 通過する地域一覧
西経112度線は、北極点から南極点まで南に向かって以下の場所を通っている。
| 地理座標                                               | 国土・領土・領海           | 備考 |
| ------------------------------------------------------ | -------------------------- | --- |
| 北緯90度0分 西経112度0分 / 北緯90.000度 西経112.000度  | 北極海                     | |
| 北緯78度33分 西経112度0分 / 北緯78.550度 西経112.000度 | カナダ                     | ノースウエスト準州 — ボーデン島 |
| 北緯78度21分 西経112度0分 / 北緯78.350度 西経112.000度 | ウィルキンス海峡（英語版） | |
| 北緯78度2分 西経112度0分 / 北緯78.033度 西経112.000度  | カナダ                     | ノースウエスト準州 — マッケンジーキング島 |
| 北緯77度20分 西経112度0分 / 北緯77.333度 西経112.000度 | 名前のない水域             | |
| 北緯76度0分 西経112度0分 / 北緯76.000度 西経112.000度  | カナダ                     | ノースウエスト準州 — メルヴィル島 |
| 北緯75度9分 西経112度0分 / 北緯75.150度 西経112.000度  | リドン湾（英語版）         | |
| 北緯75度1分 西経112度0分 / 北緯75.017度 西経112.000度  | カナダ                     | ノースウエスト準州 — メルヴィル島 |
| 北緯74度28分 西経112度0分 / 北緯74.467度 西経112.000度 | パリー海峡                 | バイカウントメルビル海峡 |
| 北緯72度53分 西経112度0分 / 北緯72.883度 西経112.000度 | カナダ                     | ノースウエスト準州 — ビクトリア島 ヌナブト準州（北緯70度0分 西経112度0分 / 北緯70.000度 西経112.000度から） - ビクトリア島 |
| 北緯68度31分 西経112度0分 / 北緯68.517度 西経112.000度 | コロネーション湾           | |
| 北緯68度14分 西経112度0分 / 北緯68.233度 西経112.000度 | カナダ                     | ヌナブト準州 — デュークオブヨーク群島（英語版） |
| 北緯68度10分 西経112度0分 / 北緯68.167度 西経112.000度 | コロネーション湾           | |
| 北緯67度45分 西経112度0分 / 北緯67.750度 西経112.000度 | カナダ                     | ヌナブト準州 ノースウエスト準州（北緯65度30分 西経112度0分 / 北緯65.500度 西経112.000度から） - グレートスレーブ湖を通過 アルバータ州（北緯60度0分 西経112度0分 / 北緯60.000度 西経112.000度から） |
| 北緯49度0分 西経112度0分 / 北緯49.000度 西経112.000度  | アメリカ合衆国             | モンタナ州 アイダホ州（北緯44度32分 西経112度0分 / 北緯44.533度 西経112.000度から） ユタ州（北緯42度0分 西経112度0分 / 北緯42.000度 西経112.000度から） アリゾナ州（北緯37度0分 西経112度0分 / 北緯37.000度 西経112.000度から） - フェニックス（北緯33度27分 西経112度0分 / 北緯33.450度 西経112.000度）を通過 |
| 北緯31度37分 西経112度0分 / 北緯31.617度 西経112.000度 | メキシコ                   | ソノラ州 |
| 北緯28度51分 西経112度0分 / 北緯28.850度 西経112.000度 | カリフォルニア湾           | |
| 北緯27度6分 西経112度0分 / 北緯27.100度 西経112.000度  | メキシコ                   | バハ・カリフォルニア・スル州 |
| 北緯24度44分 西経112度0分 / 北緯24.733度 西経112.000度 | マグダレナ湾（英語版）     | |
| 北緯24度32分 西経112度0分 / 北緯24.533度 西経112.000度 | メキシコ                   | バハ・カリフォルニア・スル州 — サンタマルガリータ島（英語版） |
| 北緯24度31分 西経112度0分 / 北緯24.517度 西経112.000度 | 太平洋                     | ロカパルティダ島（ メキシコ・レビジャヒヘド諸島、北緯19度0分 西経112度4分 / 北緯19.000度 西経112.067度）の東を通過 |
| 南緯60度0分 西経112度0分 / 南緯60.000度 西経112.000度  | 南極海                     | |
| 南緯74度10分 西経112度0分 / 南緯74.167度 西経112.000度 | 南極大陸                   | 領有権主張のない地域 |